# Geschichte der Juden in Kanada

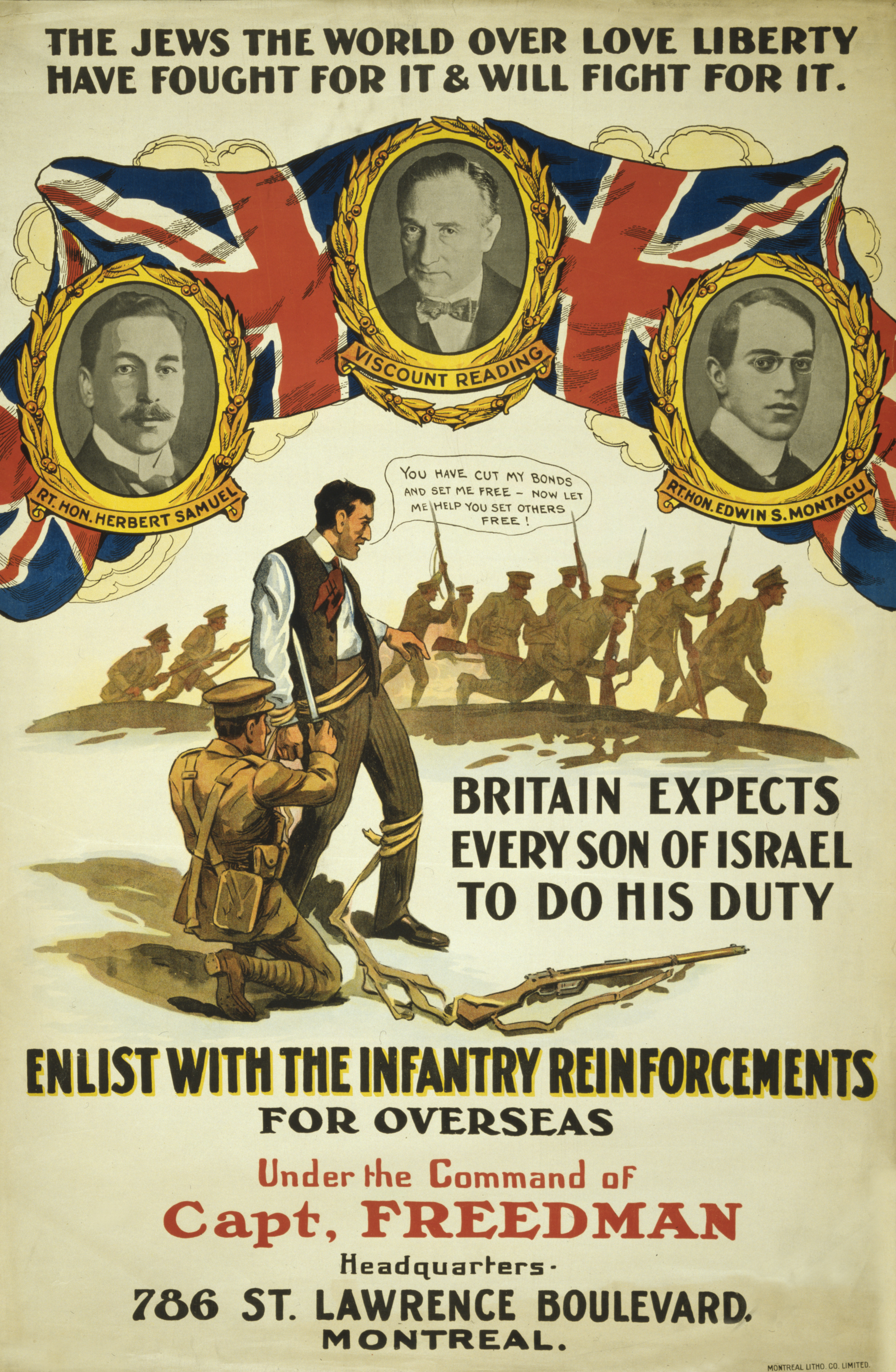
Werbeplakat für die Rekrutierung von Juden zur britischen Infanterie im Ersten Weltkrieg: „Juden der ganzen Welt lieben die Freiheit, für die sie gekämpft haben und weiter kämpfen werden.“

Die Geschichte der Juden in Kanada beginnt mit der Einwanderung von Esther Brandeau, einem jüdischen Mädchen, das als Junge verkleidet 1738 in Kanada ankam, jedoch ein Jahr später wieder nach Frankreich ausgewiesen wurde, da sie sich weigerte, zum Christentum zu konvertieren. Grund war, dass vor der britischen Eroberung von Neufrankreich König Ludwig XIV. 1663 Kanada offiziell zur Provinz des Königreichs Frankreich erklärt hatte und verfügte, dass nur Katholiken die Kolonie betreten dürften.

## Frühe Geschichte

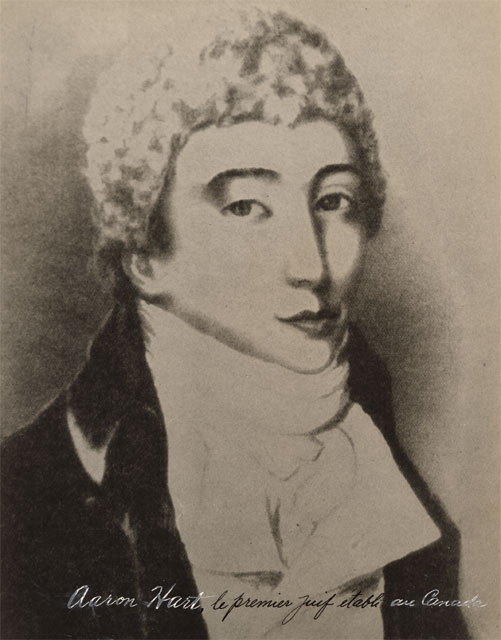
Aaron Hart

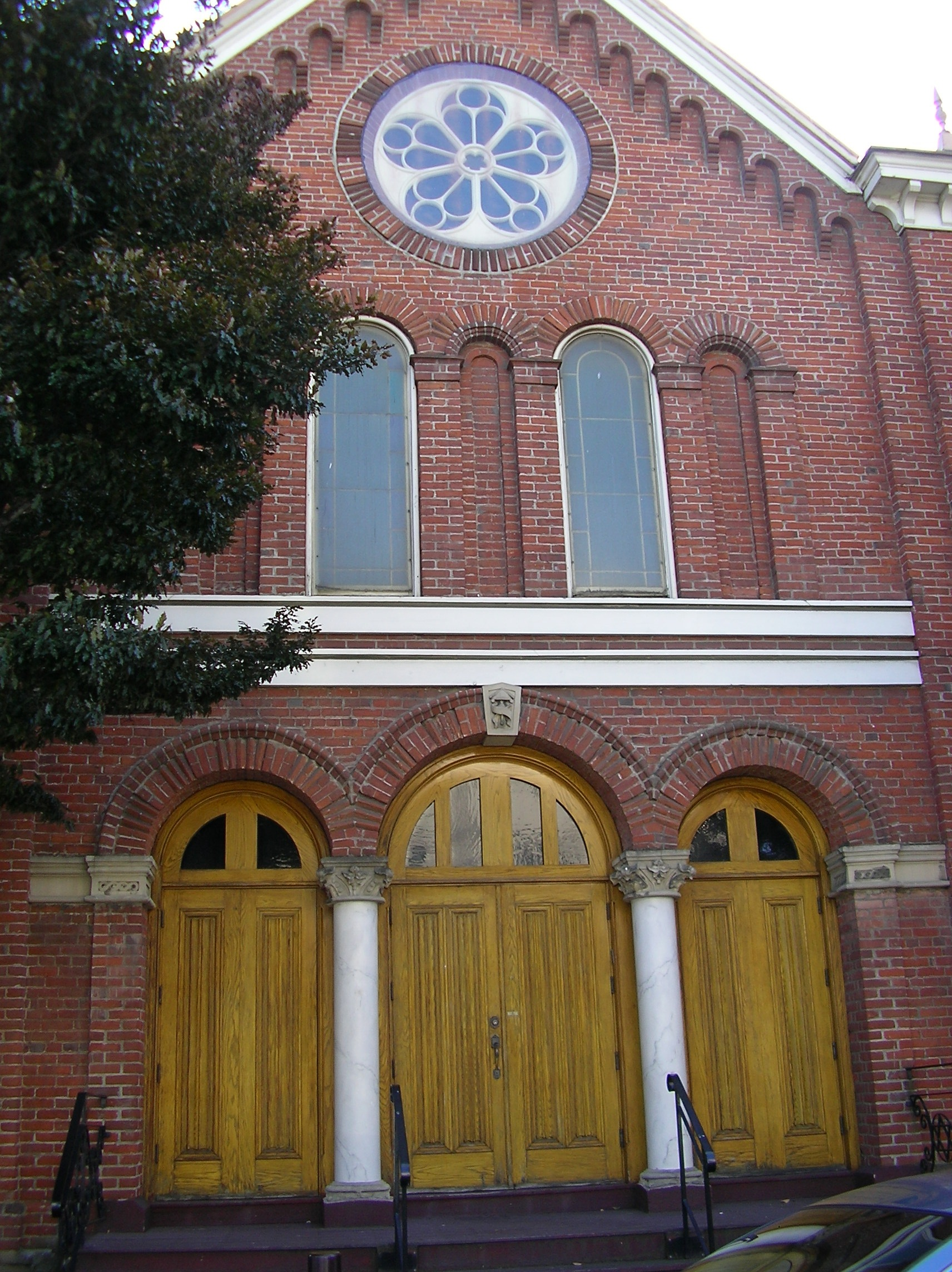
Congregation Emmanu-El Synagoge, erbaut 1863 in Victoria, British Columbia, die älteste Synagoge Kanadas, in der bis heute Gottesdienste gefeiert werden.

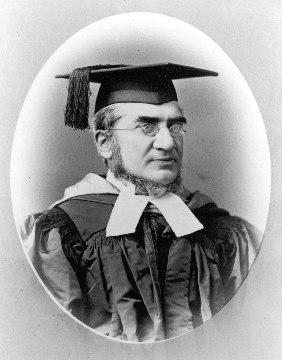
Abraham de Sola

Die ersten jüdischen Ankömmlinge in Kanada waren Mitglieder der britischen Armee, die im Siebenjährigen Krieg für England kämpften und der 1760 von Großbritannien gewonnen wurde. Der erste jüdische Einwohner von Québec war im Jahre 1759 Samuel Jacobs, dessen Nachkommen aber bald assimiliert waren. So wird eher Aaron Hart als erster Jude in Kanada bezeichnet, der mit einer Jüdin verheiratet war und seine Kinder in der jüdischen Tradition erzogen hat. Lieutenant Hart kam von New York City nach Montreal mit den Truppen von Jeffrey Amherst, im Jahre 1760 während des Siebenjährigen Krieges in Nordamerika. Nachdem er seinen Dienst in der Armee beendet hatte, ließ er sich in Trois-Rivières nieder.
Die meisten der frühen jüdischen Kanadier waren entweder Pelzhändler oder dienten in der britischen Armee. 1829 wurde in das aus französischer Zeit bestehende Gesetz, wonach nichtchristliche Kanadier gezwungen waren, zum Christentum zu konvertieren, eine Ausnahme für Juden eingefügt. Dadurch erhielten im Jahre 1831 männliche Juden die vollen politischen und religiösen Rechte. Im Jahr 1850 bestand die jüdische Bevölkerung in Kanada nur aus etwa 450 Personen, davon 200 in Montreal, wo die erste Synagoge im Jahre 1852 eingeweiht wurde. Abraham de Sola (1825–1886) war der erste Rabbiner Kanadas, der im Jahre 1846 zum Minister der Shearith Israel Kongregation von Montreal gewählt worden ist. Er war mehrere Jahre lang Präsident der Natural History Society. 1858 wurde ihm der Grad des Legum Doctor von der McGill University verliehen. 1871 verzeichnete Kanadas erste Volkszählung 1115 Juden.

## 1880–1945

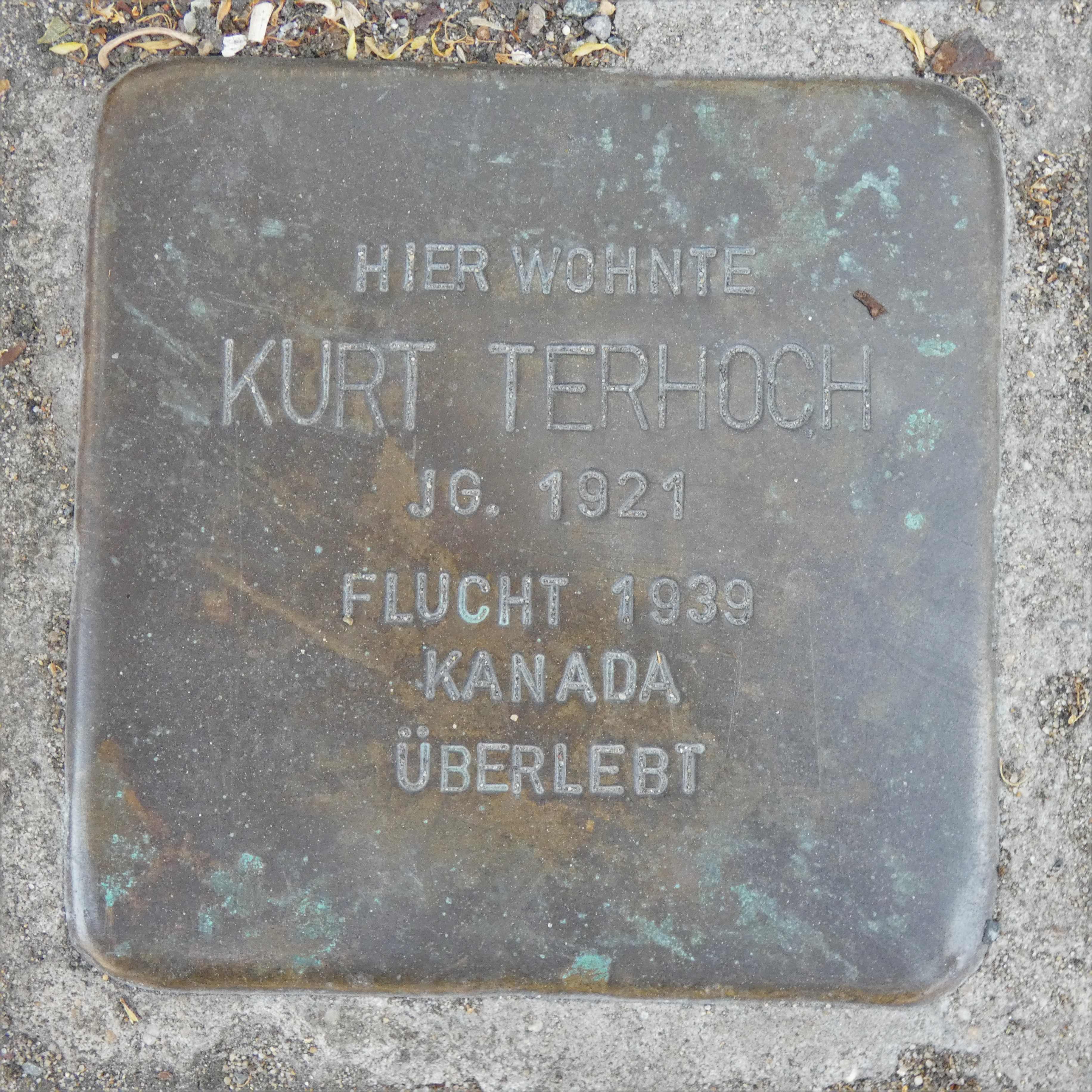
Stolperstein für Kurt Terhoch, seine Mutter ist im Humberghaus aufgewachsen, Flucht der jüdischen Familie nach Winnipeg 1939

Mit dem Beginn der Pogrome im Russischen Reich in den 1880er Jahren, dem ansteigenden Antisemitismus in Europa, dem Ausbruch des Ersten Weltkrieges und gefördert durch die Entwicklungsbemühungen des Landes nach der Gründung der kanadischen Konföderation, flohen viele europäische Juden nach Kanada, wodurch die jüdische Bevölkerungszahl bis 1930 auf über 155.000 anstieg. Die meisten der Einwanderer, die sich in Montreal oder Toronto angesiedelt haben, begannen als Hausierer und Gelegenheitsarbeiter. Einigen gelang es schließlich Unternehmen zu gründen, die eine führende Rolle bei der Entwicklung der Textilindustrie spielten. Juden, die sich in Westkanada ansiedelten, waren Kaufleute und Handwerker und haben die Fischereiindustrie aufgebaut. Einige Juden versuchten sich in der Landwirtschaft, jedoch mit geringem Erfolg, da ihnen die Erfahrung als Landwirte fehlte.
Nach dem Ersten Weltkrieg änderte Kanada seine Einwanderungspolitik. Der Staat verweigerte Personen die Zuwanderung, die nicht weißer Hautfarbe waren oder nicht angelsächsischen, protestantischen Ursprungs waren oder nicht aus dem Vereinigten Königreich stammten. Im Zuge der Great Depression („Große Depression“), der schweren Wirtschaftskrise in den USA, die am 24. Oktober 1929 mit dem „Schwarzen Donnerstag“ begann und die 1930er Jahre dominierte, verschärfte Kanada die Einreisebestimmungen insbesondere aus rassistischen und religiösen Gründen. Trotz der intensiven Bestrebungen des Canadian Jewish Congress, der Unterstützung von der sozialistischen Partei Co-operative Commonwealth Federation (CCF) erhielt, den Juden Europas die Flucht nach Kanada zu ermöglichen, wurde Zehntausenden die Einreise verweigert und nur 5000 Flüchtlingen Zuflucht gewährt. Darunter wurde Flüchtlingen auf dem Schiff MS St. Louis unter dem kanadischen Ministerpräsidenten William Lyon Mackenzie King die Einreise verweigert. Gleichzeitig meldeten sich etwa 20.000 jüdische Kanadier freiwillig zum Militär, um im Zweiten Weltkrieg für Kanada zu kämpfen. Sie kämpften zunächst bei der Landung in der Normandie und später in Deutschland. Es gab 900 Gefallene und Verwundete. Viele erhielten hohe Auszeichnungen, wie Rosa Gutmann.
Während in Deutschland 1933 bis 1945 die Judenverfolgung und -vernichtung lief, saßen im Parlament von Kanada in Ottawa drei jüdische Abgeordnete, die versuchten, dem weitverbreiteten Antisemitismus und der Abweisung von Flüchtlingen entgegenzuwirken. Der National Film Board of Canada gelangte 1943 an Kopien von NS-Filmen, welche zur landesweiten Propaganda gegen die Nationalsozialisten verwendet werden konnten.

## Nach dem Zweiten Weltkrieg

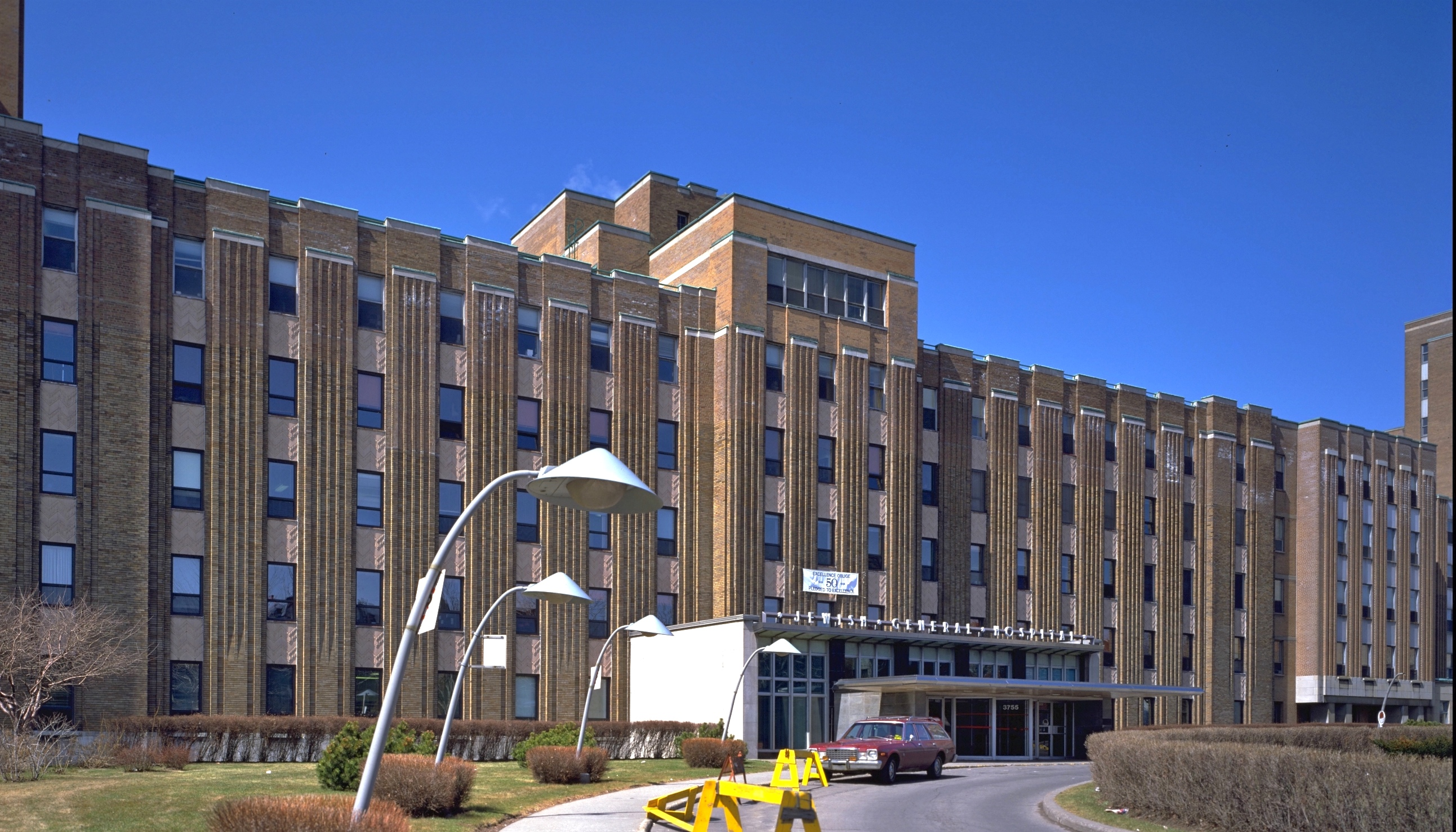
Allgemeines jüdisches Krankenhaus in Montreal, 1934 eröffnet.

Kanada liberalisierte seine Einwanderungspolitik nach dem Zweiten Weltkrieg und ermöglichte etwa 40.000 Holocaust-Überlebenden die Einreise. Darunter waren auch einige tausend Juden, die im Shanghaier Ghetto überlebt haben. Zusätzlich verließen in den 1950er Jahren Tausende von jüdischen Emigranten die ehemaligen französischen Kolonien in Nordafrika und ließen sich in den frankophonen Städten Montreal und Quebec City nieder, was ihnen sprachlich entgegenkam. Zwischen 1941 und 1961 wuchs die jüdische Bevölkerung in Kanada von 170.000 auf 260.000. Das Montreal Holocaust Memorial Center (Centre commémoratif de l’Holocauste à Montréal) wurde 1979 von einer Gruppe Überlebender des Holocausts gegründet. Unter Premierminister Pierre Trudeau erließ das Parlament 1982 die Kanadische Charta der Rechte und Freiheiten, in der unter anderem die Meinungsfreiheit, Gleichheit, Rechte der Ureinwohner, das Recht, eine der beiden kanadischen Amtssprachen benutzen zu können, sowie der Schutz des Multikulturalismus in Kanada dauerhaft verankert sind. Diese Charta förderte noch weiter die Integration von Juden und anderen Minderheiten.

## Kanadas jüdische Gemeinde heute
Kanada hat die viertgrößte jüdische Gemeinde in der Welt, nach Israel, den Vereinigten Staaten und Frankreich. Die jüdische Bevölkerung umfasst 386.000 Einwohner (Stand 2015), was 1,1 % der Bevölkerung entspricht. Sie konzentriert sich in den Großräumen Toronto (175.000) und Montreal (90.700). Darüber hinaus existieren kleinere Gemeinden in Vancouver, Winnipeg, Ottawa, Calgary, Edmonton und anderen Städten. Die jüdische Gemeinde in Kanada besteht überwiegend aus aschkenasischen Juden und ihren Nachkommen. Kanadische Juden verfügen in der Regel über eine gute schulische Bildung und sind relativ wohlhabend. Die Gemeinden pflegen ein lebendiges kulturelles und gemeinschaftliches Leben.
Laut einer Telefonumfrage unter 510 Kanadiern durch die Anti-Defamation League (ADL) in den Jahren 2013–2014, weisen schätzungsweise 14 % (± 4,4 %) der erwachsenen Bevölkerung in Kanada eine erhebliche antisemitische Gesinnung auf.

## Organisationen
In Kanada existieren beziehungsweise existierten nachfolgende jüdische Organisationen (Auswahl):
- Atlantic Jewish Council
- Canadian Jewish Congress
- Canada-Israel Committee
- Canadian Jewish Political Affairs Committee
- Canadian Council for Israel and Jewish Advocacy
- Independent Jewish Voices (Canada)
- B’nai B’rith Canada
- United Jewish People’s Order[12]